# Saussemesnil
Saussemesnil è un comune francese di 941 abitanti situato nel dipartimento della Manica nella regione della Normandia.

## Società

### Evoluzione demografica
Abitanti censiti